# 日本精線
日本精線株式会社（にっぽんせいせん、英: Nippon Seisen Co., Ltd.）は、大阪府大阪市中央区に本社を置くステンレス鋼線メーカーである。
かつては日本冶金工業のグループ企業だったが、2007年大同特殊鋼の連結子会社となった。

## 沿革
- 1951年（昭和26年）6月30日 - 「三信特殊線工業株式会社」として設立[1]。
- 1953年（昭和28年）5月 - 日本冶金工業の資本を受け同社のグループに入る[1]。
- 1956年（昭和31年）10月 - 「日本精線株式会社」に商号を変更[1]。
- 1962年（昭和37年）3月 - 東京証券取引所および大阪証券取引所市場第二部に株式を上場[1]。
- 1996年（平成8年）9月 - 東京証券取引所および大阪証券取引所市場第一部に指定替え[1]。
- 2003年（平成15年）11月 - 大同特殊鋼株式会社が筆頭株主となり同社の持分法適用会社となる[1]。
- 2007年（平成19年）10月1日 - 大同ステンレス株式会社を吸収合併。大同特殊鋼の連結子会社となる[1]。
- 2022年（令和4年）4月 - 東京証券取引所の市場区分見直しにより、プライム市場へ移行[1]。

## 事業所
- 本社（大阪府大阪市中央区）
- 東京支店（東京都中央区）
- 名古屋支店（愛知県名古屋市中区）
- 枚方工場（大阪府枚方市）
- 東大阪工場（大阪府東大阪市）

## 関連会社
- 日精テクノ株式会社（大阪府枚方市）
- タイ精線株式会社（タイ）
- 耐素龍精密濾機（常熟）有限公司（中国）
- 大同不銹鋼（大連）有限公司（中国）
- 韓国ナスロン株式会社（韓国）